# Модін Георгій Вікторович
Модін Георгій Вікторович (1918 — [1963+]) — зоолог, теріолог, природоохоронець.
Георгій Модін — перший директор і науковий співробітник «Стрілецького степу» — заповідника АН України у 1948—1961 рр. (згодом як відділення Українського степового заповідника АН України, а потім — як відділення «Стрільцівський степ» Луганського природного заповідника НАН України).
У 1937—1940 рр. працював у Йошкар-Олі препаратором в Лісовому інституті (1937—1938) та таксидермістом в Республіканському краєзнавчому музеї (1938—1940; нині — Національний музей Республіки Марій-Ел). Саме ним створено зоологічну експозицію Відділу природи цього музею.
У 1946—1947 роках — молодший науковий співробітник відділу лускокрильців Інституту зоології АН УРСР (Київ).
На початку 1950-х років Георгій Модін провів перші обліки популяцій бабака степового в заповіднику та у багатьох інших районах сходу України, де вид ще зберігся на той час, та першим поставив питання про заборону полювання на цей вид і потребу його охорони як ключового виду фауністичних угруповань степу.
Протягом 1950—1954 рр. Г. Модін зібрав великі й дуже цінні колекції степових ссавців і птахів, обсяг яких у фондах Національного науково-природничого музею НАН України та Зоологічного музею Київського університету становить понад 500 зразків.
У 1963 р. Георгій Модін став організатором та першим директором першого заповідника на Амурі — Хінганському природному заповіднику АН СРСР.
1963 року Г. Модіну виповнилося 45 років. Подальша його доля невідома.

## Наукові праці
Модін є автором низки неодноразово цитованих наукових праць, серед них:
- Модін Г. В. Замітки про вухатого їжака і лісову мишівку в Стрілецькому степу // Збірник праць Зоологічного музею. — 1956. — № 27. — С. 154—159.
- Модін Г. В. Спостереження над зайцем-русаком в умовах полезахисних лісонасаджень // Збірник праць Зоологічного музею. — 1956. — № 27. — С. 44-51.
- Модин Г. В. О поведении некоторых животных во время солнечного затмения (30 июня 1954 г.) // Зоологический журнал. — 1956. — Том 35, вып. 7. — С. 1094—1095.
- Модин Г. В. О распространении зайцем-русаком семян некоторых видов сорных растений // Зоологический журнал. — 1960. — Том 39, вып. 3. — С. 472—474.
- Модин Г. В. Байбак на Украине // Охота и охотничье хозяйство. — 1956. — № 6. — С. 35.
- Абеленцев В. И., Самош В. М., Модин Г. В. Современное состояние поселений байбака и опыт его реакклиматизации на Украине // Труды Среднеазиатск. н.-и. противочумн. ин-та. — 1961. — Вып. 7. — С. 309—320.
- Заповедники Амурской области. Под редакцией Г. В. Модина. — Благовещенск, 1967.